# Baegot-dong
Baegot-dong (koreanska: 배곧동) är en stadsdel i staden Siheung i provinsen Gyeonggi i Sydkorea, 31 km sydväst om huvudstaden Seoul.